# Sokaraja (ort i Indonesien)
Sokaraja är en ort i Indonesien.   Den ligger i provinsen Jawa Tengah, i den västra delen av landet, 300 km sydost om huvudstaden Jakarta. Sokaraja ligger 48 meter över havet och antalet invånare är 66 482.
Terrängen runt Sokaraja är platt åt nordost, men åt sydväst är den kuperad. Terrängen runt Sokaraja sluttar österut.Runt Sokaraja är det tätbefolkat, med 476 invånare per kvadratkilometer. Närmaste större samhälle är Purwokerto, 7,2 km nordväst om Sokaraja. I omgivningarna runt Sokaraja växer i huvudsak städsegrön lövskog.